# باغ‌وحش اینوکاشیرا
باغ‌وحش اینوکاشیرا یکی از دو باغ‌وحش توکیو پایتخت ژاپن است.

## رسیدن به باغ‌وحش
- جی آر، خط چوئو-هونسن، ایستگاه کیچیجوجی
- خط کیئو، خط اینوکاشیرا، ایستگاه کیچیجوجی